# Nepvant
Nepvant est une commune française située dans le département de la Meuse, en région Grand Est.

## Géographie

### Communes limitrophes
|        | Olizy-sur-Chiers | Lamouilly |
|        | Nepvant          |           |
| Stenay |                  | Brouennes |

### Hydrographie
La commune est dans le bassin versant de la Meuse au sein du bassin Rhin-Meuse. Elle est drainée par la Chiers et le ruisseau du Moulin,.
La Chiers, d'une longueur de 127 km, prend sa source dans la commune de Mont-Saint-Martin et se jette  dans la Meuse à Remilly-Aillicourt, après avoir traversé 46 communes.

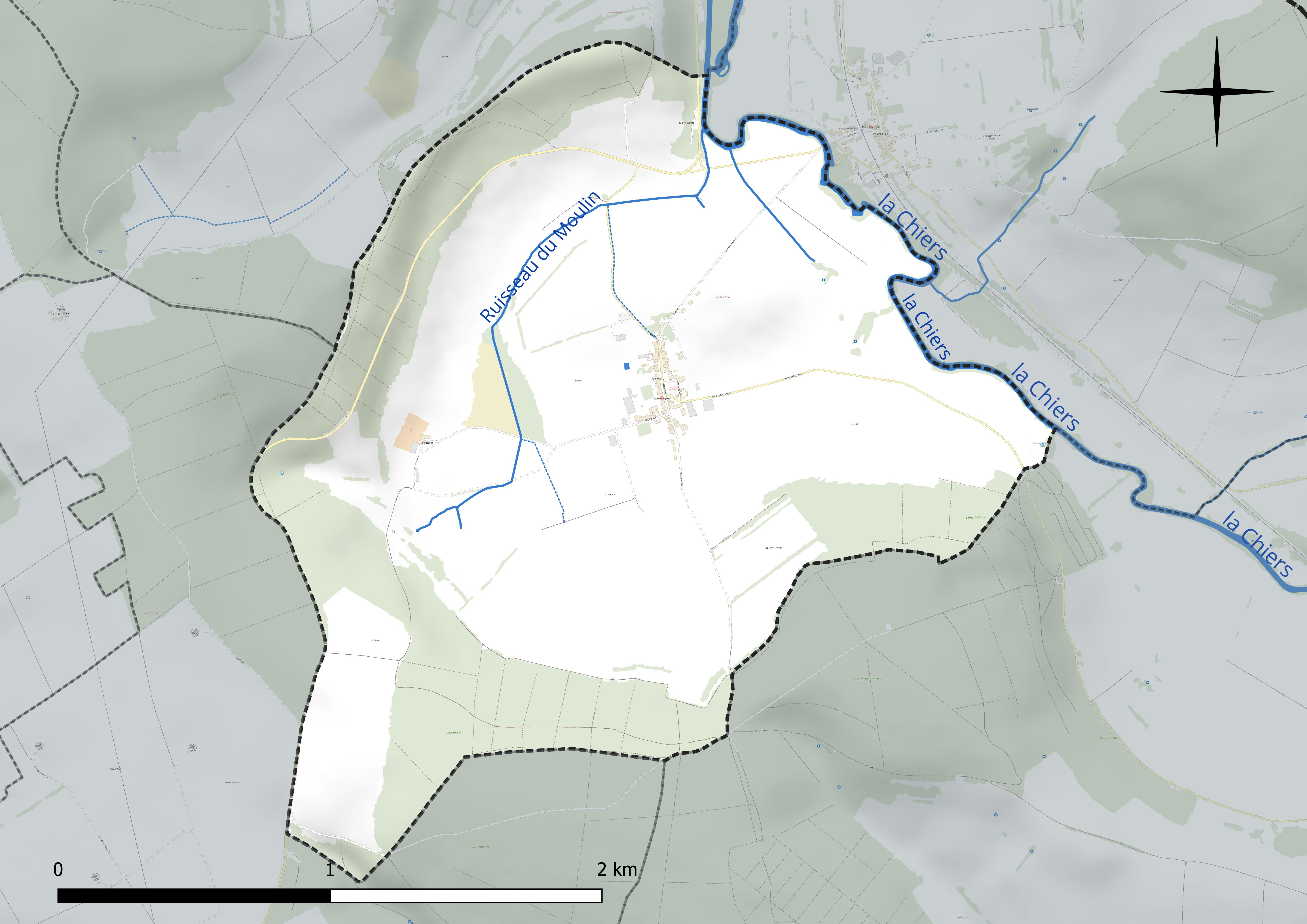
Réseau hydrographique de Nepvant.

### Climat
Pour des articles plus généraux, voir Climat du Grand Est et Climat de la Meuse.
En 2010, le climat de la commune est de type climat de montagne, selon une étude du Centre national de la recherche scientifique s'appuyant sur une série de données couvrant la période 1971-2000. En 2020, Météo-France publie une typologie des climats de la France métropolitaine dans laquelle la commune est exposée à un climat océanique altéré et est dans la région climatique  Lorraine, plateau de Langres, Morvan, caractérisée par un hiver rude (1,5 °C), des vents modérés et des brouillards fréquents en automne et hiver.
Pour la période 1971-2000, la température annuelle moyenne est de 9,5 °C, avec une amplitude thermique annuelle de 15,7 °C. Le cumul annuel moyen de précipitations est de 963 mm, avec 13,9 jours de précipitations en janvier et 9,6 jours en juillet. Pour la période 1991-2020, la température moyenne annuelle observée sur la station météorologique de Météo-France la plus proche, « Linay », sur la commune de Linay à 9 km à vol d'oiseau, est de 10,4 °C et le cumul annuel moyen de précipitations est de 969,0 mm. 
La température maximale relevée sur cette station est de 42 °C, atteinte le 25 juillet 2019 ; la température minimale est de −24 °C, atteinte le 9 janvier 1985,,.
Les paramètres climatiques de la commune ont été estimés pour le milieu du siècle (2041-2070) selon différents scénarios d'émission de gaz à effet de serre à partir des nouvelles projections climatiques de référence DRIAS-2020. Ils sont consultables sur un site dédié publié par Météo-France en novembre 2022.

## Urbanisme

### Typologie
Au 1er janvier 2024, Nepvant est catégorisée commune rurale à habitat dispersé, selon la nouvelle grille communale de densité à sept niveaux définie par l'Insee en 2022.
Elle est située hors unité urbaine et hors attraction des villes,.

### Occupation des sols
L'occupation des sols de la commune, telle qu'elle ressort de la base de données européenne d’occupation biophysique des sols Corine Land Cover (CLC), est marquée par l'importance des territoires agricoles (73,3 % en 2018), en augmentation par rapport à 1990 (71,3 %). La répartition détaillée en 2018 est la suivante : 
terres arables (47,7 %), forêts (26,7 %), prairies (25,6 %). L'évolution de l’occupation des sols de la commune et de ses infrastructures peut être observée sur les différentes représentations cartographiques du territoire : la carte de Cassini (XVIIIe siècle), la carte d'état-major (1820-1866) et les cartes ou photos aériennes de l'IGN pour la période actuelle (1950 à aujourd'hui).

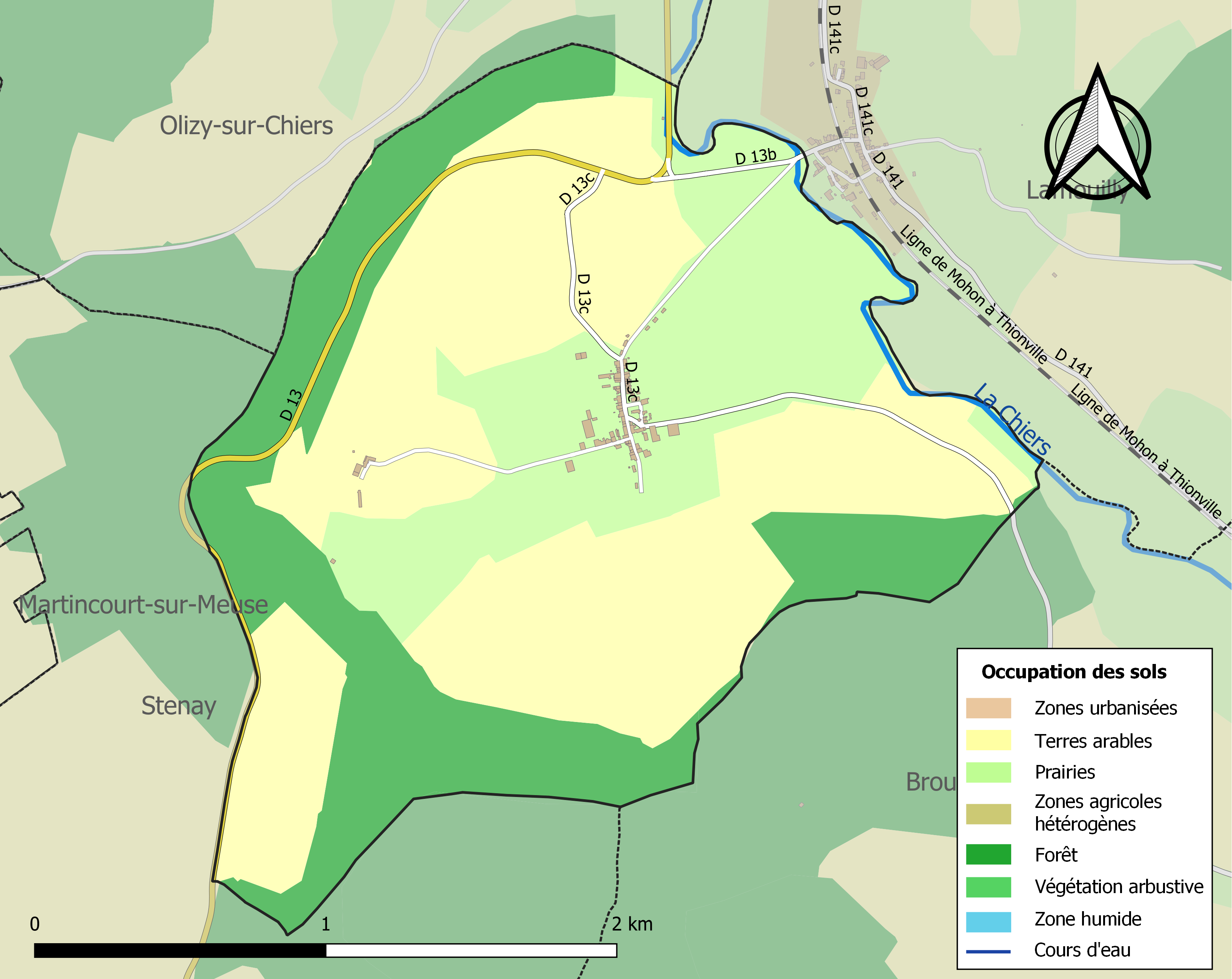
Carte des infrastructures et de l'occupation des sols de la commune en 2018 (CLC).

## Toponymie
Le nom de la localité est attesté sous les formes Nepvianthum en 1139 ; Novianthum en 1157 ; Novianto en 1157 ; Noviento en 1159 ; Nevant en 1656.
Il s'agit de la formation toponymique gauloise (celtique) Novientum (Nouientum), particulièrement répandue en France avec les innombrables Nogent et Noyant, ainsi que Nohant, Nouans, certains Nouan, Nouhant. Elle se compose des éléments gaulois novios (*noui[i]os) « nouveau »,, (de même origine que le vieil irlandais nuae, gallois newydd, vieux breton nevid > breton nevez « nouveau ») et du suffixe -entum / -anto, c'est-à-dire celui de carp-entum (< gaulois *carbanton cf. vieil irlandais karpat « char de guerre » de *carbanto-), arg-anto, etc.
Le sens du dérivé a dû être « nouveau village, nouvel édifice ». Il a désigné aux époques gauloises et gallo-romaines les agglomérations nouvelles, correspondant en somme aux Neuville, Villeneuve de l'époque médiévale.
Remarque : la graphie actuelle est fondée sur la forme de 1139 qui est manifestement une cacographie.

## Politique et administration
| Période                                  | Période   | Identité             | Étiquette | Qualité    |
| ---------------------------------------- | --------- | -------------------- | --------- | ---------- |
| Les données manquantes sont à compléter. |           |                      |           |            |
| avant 1988                               | mars 2001 | Pierre Debout        |           |            |
| mars 2008                                | mai 2020  | Jean-Marie Graftiaux |           |            |
| mai 2020                                 | En cours  | Fabien Graftiaux     |           | Professeur |

## Population et société

### Démographie

#### Évolution démographique
L'évolution du nombre d'habitants est connue à travers les recensements de la population effectués dans la commune depuis 1793. Pour les communes de moins de 10 000 habitants, une enquête de recensement portant sur toute la population est réalisée tous les cinq ans, les populations de référence des années intermédiaires étant quant à elles estimées par interpolation ou extrapolation. Pour la commune, le premier recensement exhaustif entrant dans le cadre du nouveau dispositif a été réalisé en 2008.

En 2022, la commune comptait 91 habitants, en évolution de +7,06 % par rapport à 2016 (Meuse : −4,4 %, France hors Mayotte : +2,11 %).
| 1793 | 1800 | 1806 | 1821 | 1831 | 1836 | 1841 | 1846 | 1851 |
| ---- | ---- | ---- | ---- | ---- | ---- | ---- | ---- | ---- |
| 211  | 207  | 224  | 214  | 254  | 273  | 263  | 258  | 240  |

| 1856 | 1861 | 1866 | 1872 | 1876 | 1881 | 1886 | 1891 | 1896 |
| ---- | ---- | ---- | ---- | ---- | ---- | ---- | ---- | ---- |
| 225  | 237  | 238  | 226  | 221  | 190  | 193  | 178  | 160  |

| 1901 | 1906 | 1911 | 1921 | 1926 | 1931 | 1936 | 1946 | 1954 |
| ---- | ---- | ---- | ---- | ---- | ---- | ---- | ---- | ---- |
| 185  | 170  | 167  | 173  | 163  | 161  | 149  | 120  | 110  |

| 1962 | 1968 | 1975 | 1982 | 1990 | 1999 | 2006 | 2008 | 2013 |
| ---- | ---- | ---- | ---- | ---- | ---- | ---- | ---- | ---- |
| 134  | 101  | 96   | 91   | 74   | 64   | 60   | 59   | 80   |

| 2018 | 2022 | - | - | - | - | - | - | - |
| ---- | ---- | - | - | - | - | - | - | - |
| 87   | 91   | - | - | - | - | - | - | - |

#### Pyramide des âges
La population de la commune est relativement jeune.
En 2018, le taux de personnes d'un âge inférieur à 30 ans s'élève à 41,4 %, soit au-dessus de la moyenne départementale (32,4 %). À l'inverse, le taux de personnes d'âge supérieur à 60 ans est de 27,5 % la même année, alors qu'il est de 29,6 % au niveau départemental.
En 2018, la commune comptait 44 hommes pour 43 femmes, soit un taux de 50,57 % d'hommes, légèrement supérieur au taux départemental (49,51 %).
Les pyramides des âges de la commune et du département s'établissent comme suit.
| Hommes | Classe d’âge | Femmes |
| ------ | ------------ | ------ |
| 0,0    | 90 ou +      | 0,0    |
| 9,1    | 75-89 ans    | 11,6   |
| 15,9   | 60-74 ans    | 18,6   |
| 15,9   | 45-59 ans    | 11,6   |
| 18,2   | 30-44 ans    | 16,3   |
| 18,2   | 15-29 ans    | 9,3    |
| 22,7   | 0-14 ans     | 32,6   |

| Hommes | Classe d’âge | Femmes |
| ------ | ------------ | ------ |
| 0,8    | 90 ou +      | 2,2    |
| 7,6    | 75-89 ans    | 11     |
| 20,2   | 60-74 ans    | 20,5   |
| 20,6   | 45-59 ans    | 20     |
| 17,4   | 30-44 ans    | 16,8   |
| 16,7   | 15-29 ans    | 13,6   |
| 16,8   | 0-14 ans     | 15,8   |

## Culture locale et patrimoine

### Lieux et monuments
- L'église Saint-Maximin, XVIIIe siècle.

### Personnalités liées à la commune
- Nicolas Lorin (1833-1882), peintre verrier né dans la commune, ayant fondé les Ateliers Lorin à Chartres (Eure-et-Loir) en 1863.

### Héraldique, logotype et devise
| Blason de Nepvant | Blason  | D'or au rameau de poirier tigé de tenné, feuillé de sinople et fleuri d'une fleur de pourpre, au bouton de gueules à cinq pointes de sinople, accosté de deux archères cruciformes d'azur; au chef de gueules chargé d'un trilobe d'azur bordé d'or, chargé d'un triangle équilatéral du même et accosté de deux fleurs de lis d'or. |
| Blason de Nepvant | Détails | Armoiries composées et dessinées par Robert André LOUIS et Dominique LACORDE membres du Comité Lorrain d’Héraldique, adoptées par la commune en novembre 2021, Monsieur Fabien GRAFTIAUX étant maire.. |